# منیر اصفیا
منیر اصفیاء که به نام منیر مهران و منیر جزنی نیز معروف است، مترجم ادبی و روزنامه‌نگار ورزشی اهل ایران بود.
او را مادر روزنامه‌نگاری ورزشی در ایران می‌دانند. اصفیا همسر منوچهر مهران بود و به همراه همسرش، نشریهٔ نیرو و راستی را منتشر می‌کرد.
او خواهر محمدصفی اصفیاء بود.

## آثار
- انسان‌ها و خرچنگ‌ها، ژوزوئه دوکاسترو؛ ترجمه منیر جزنی (مهران). تهران: امیرکبیر ‏‫‬، ‏‫۱۳۹۴
- ان‍س‍ان گ‍رس‍ن‍ه: ژئ‍وپ‍ل‍ت‍ی‍ک گ‍رس‍ن‍گ‍ی‌/ ن‍وش‍ت‍ه ژوزوئ‍ه دو ک‍اس‍ت‍رو؛ ت‍رج‍م‍ه م‍ن‍ی‍ر ج‍زن‍ی "م‍ه‍ران‌"
- پ‍اداش ک‍ار
- ج‍ه‍ان س‍وم و پ‍دی‍دهٔ ک‍م‌رش‍دی: (ج‍غ‍راف‍ی‍ای ک‍م‌رش‍دی)/ ای‍ول‍ک‍س‍ت؛ ت‍رج‍م‍ه م‍ن‍ی‍ر ج‍زن‍ی (م‍ه‍ران)
- خ‍ی‍ال‌پ‍ردازی ی‍ا ن‍اب‍ودی‌/ ن‍وش‍ت‍ه رن‍ه دوم‍ن؛ ت‍رج‍م‍ه م‍ن‍ی‍ر ج‍زن‍ی (م‍ه‍ران).
- س‍رگ‍ش‍ت‍ه راه ح‍ق‌/ ن‍ی‍ک‍وس ک‍ازان‍ت‍زاک‍ی‍س؛ ت‍رج‍م‍ه م‍ن‍ی‍ر ج‍زن‍ی (م‍ه‍ران). تهران: امیرکبیر
- ف‍ن ورزش‌/ ژان دوون؛ ت‍رج‍م‍ه م‍ن‍ی‍ر ج‍زن‍ی (م‍ه‍ران)
- کلبه عمو تم/ مادام هریت‌بیچر استوترجمه منیر جزنی «مهران». [تهران]: کتابهای پرستو، ۱۳۴۳
- م‍ادام ک‍وری‌/ ن‍وی‍س‍ت‍ده او ک‍وری؛ م‍ت‍رج‍م م‍ن‍ی‍ر اص‍ف‍ی‍اآ، ته‍ران: ب‍ن‍گ‍اه م‍طب‍وع‍ات‍ی اف‍ش‍اری، ۱۳۱۹